# Joga o Copo pro alto (Vamos Beber)
Joga o Copo pro Alto (Vamos Beber) (Também conhecida como Vamos Beber (Joga o Copo pro Alto)) é uma canção lançada como single, do Disk Jockey de Funk Carioca brasileiro Dennis DJ. A canção conta com a participação da dupla de sertanejo universitário João Lucas & Marcelo, e do jogador de futebol Ronaldinho Gaúcho. A musica foi lançada para Descarga digital em 24 de fevereiro de 2014 no iTunes.

## Vídeo da musica
o vídeo oficial da musica foi lançado no canal de Dennis DJ no Youtube em 14 de Março de 2014, tendo a aparições de tanto de João Lucas & Marcelo quanto de Ronaldinho Gaúcho. As cenas do videoclipe foram filmadas na casa do próprio Ronaldinho Gaúcho em Minas Gerais.

## Lista de faixas
| Descarga digital no iTunes |                                                                                     |                                                                       |              |         |  |
| N.º                        | Título                                                                              | Compositor(es)                                                        | Produtor(es) | Duração |  |
| 1.                         | "Joga o copo pro alto (Vamos Beber)" (Com João Lucas & Marcelo & Ronaldinho Gaúcho) | Dennison de Lima Gomes, João Lucas, Marcelo, Ronaldo de Assis Moreira | Dennis DJ    | 2:49    |  |

## Desempenho nas paradas
| Parada musical (2014)         | Melhor posição |
| ----------------------------- | -------------- |
| Brasil (iTunes Singles Chart) | 55             |

## Histórico de lançamento
| País   | Data                    | Formato          | Editora discográfica |
| ------ | ----------------------- | ---------------- | -------------------- |
| Brasil | 24 de fevereiro de 2014 | Descarga digital | Som Livre            |